# ロシアの地理
ロシアの地理（ロシアのちり）では、ロシア連邦の地理について概説する。東ヨーロッパから北アジアにかけてまたがり、ユーラシア大陸の3割以上にもおよぶ世界最大の国土面積を有するロシアは、そのほとんどが北緯50度線以北の寒冷な環境下にあり、西端の飛地であるカリーニングラード州から東端のチュコト半島までは10時間もの時差とおよそ1万キロの距離がある。
その広大で厚みのある国土ゆえにタイガを中心とする豊かな自然環境も有しており、ロシアの国立公園はおよそ50ヵ所、自然遺産は11ヵ所を数える。

## 概観
ユーラシア大陸の北部に位置するロシアは、北は北極海、東はベーリング海および北太平洋、南はカザフスタンやアゼルバイジャンなどかつてソビエト連邦を構成していた国々や中国、西はフィンランドやウクライナといったヨーロッパ諸国に囲まれている。国境線の総延長は22,408キロと地球半周の距離を超えるほど長大であり、陸上では以下の14ヵ国（リトアニアおよびポーランドとの国境は飛地のカリーニングラード州のものである）と国境を接している。そのほか、ロシア極東部ではアメリカ合衆国や日本と海上境界線にて隣接している。
| 国名                 | 長さ（km） |
| -------------------- | ---------- |
| ノルウェー           | 191        |
| フィンランド         | 1,309      |
| エストニア           | 324        |
| ラトビア             | 332        |
| リトアニア           | 261        |
| ポーランド           | 210        |
| ベラルーシ           | 1,312      |
| ウクライナ           | 1,944      |
| ジョージア           | 894        |
| アゼルバイジャン     | 338        |
| カザフスタン         | 7,644      |
| モンゴル（露蒙国境） | 3,452      |
| 中国（中露国境）     | 4,179      |
| 北朝鮮（露朝国境）   | 18         |

大陸ロシアにおける東西南北の端は、
- 東：チュコト半島のデジニョフ岬（北緯66度4分00秒 西経169度40分00秒 / 北緯66.06667度 西経169.66667度）
- 西：カリーニングラード州のポーランド国境（北緯54度27分00秒 東経19度38分00秒 / 北緯54.45000度 東経19.63333度）
- 南：バザルデュジ山のアゼルバイジャン国境（北緯41度11分00秒 東経47度51分00秒 / 北緯41.18333度 東経47.85000度）
- 北：タイミル半島のチェリュスキン岬（北緯77度43分00秒 東経104度18分00秒 / 北緯77.71667度 東経104.30000度）

であり、島嶼部も含める場合 、最東端はラトマノフ島（北緯65度46分00秒 西経169度2分00秒 / 北緯65.76667度 西経169.03333度）、最北端はルドルフ島のフリゲリ岬（北緯81度49分00秒 東経59度14分00秒 / 北緯81.81667度 東経59.23333度）である。最南端と最西端は変わらない。
ロシアの最高地点はエルブルス山の5,642メートル、最低地点はカスピ海のマイナス28メートル、平均標高は600メートルである。また、北極海やオホーツク海には多くの島々を領有している。

## 都市と人口
ロシアの都市は国土全域に分布するが、その多くはウラル山脈以西のヨーロッパロシアやシベリア鉄道沿線などに偏在しており、シベリアやロシア北部にはほとんど見られない。これは、ロシアの北が寒冷すぎる気候ゆえに都市機能を整備できないためである。世界最北の百万都市は北緯60度線付近にあるサンクトペテルブルクである。首都のモスクワを含む人口100万人以上の16都市の内、ノヴォシビルスク、エカテリンブルク、クラスノヤルスク、チェリャビンスク、オムスクを除いてヨーロッパロシアに集中している。
ロシアの人口は1億4,172万人（世界第9位）であり、連邦管区別の人口割合は中央連邦管区が26.9%、北西連邦管区が9.5%、南部連邦管区が9.7%、北カフカース連邦管区が6.6%、沿ヴォルガ連邦管区が20.9%、ウラル連邦管区が8.5%、シベリア連邦管区が13.5%、極東連邦管区が4.4%であり、ヨーロッパロシアの中核である中央、北西、南部のみでおよそ46%にものぼる。都市も人口もロシア西部に偏り繁栄する一方、他地域との格差は拡大の一途を辿っている。

## 地形と地質

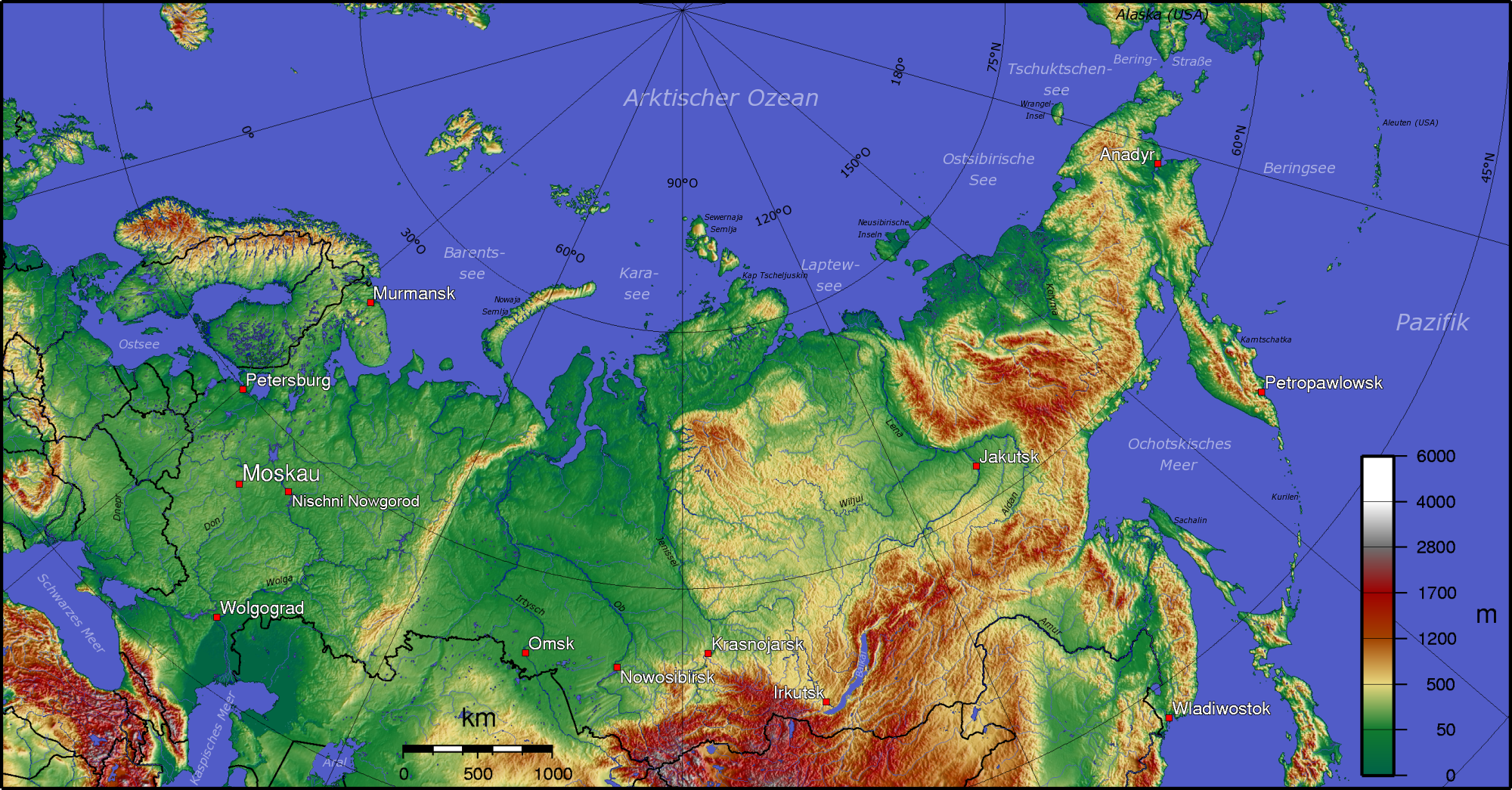
ロシアの地形図

ロシアの地形は主に、安定陸塊と地殻変動が盛んな変動帯に大別される。ロシアの大部分を占める前者は、東ヨーロッパ平原や西シベリア平原、中央シベリア高原などの卓状地や、極東ロシアにあるレナ川以東の地域、古生代に隆起したウラル山脈、および南方の国境付近にあり中生代以降に隆起したサヤン山脈、スタノヴォイ山脈、シホテアリニ山脈にかけての地域などが含まれる。後者には、コーカサス山脈やアルタイ山脈、そして特に火山作用や地震が多く活動的なカムチャツカ半島を含む。

### 東ヨーロッパ平原
中生代から新生代にかけて堆積した地層が侵食されたその地質的特徴から「ロシア卓状地」とも呼ばれるこの平原は、北はバレンツ海、東はウラル山脈、南はコーカサス山脈と黒海、西はカルパティア山脈に囲まれた、ヨーロッパ最大の平原である。ここにはヴァルダイ丘陵や中央ロシア高地といった丘陵地帯も含まれるものの、最高地点は350メートルほどである。平原内にはドン川やドニエプル川などの大河川も流れており、特にヨーロッパ最長のヴォルガ川はロシアの大河川のなかでは珍しく南流する。平原北部は更新世の氷期に侵食を受けたが、最終氷期の氷河作用はそこで止まったとされる。

### ウラル山脈
南北3,000キロにおよぶウラル山脈はヨーロッパロシアとアジアロシアを隔てる境界を形成している。その地質と構造は北から順に、パイホイ、外極地ウラル、極地ウラル、亜極地ウラル、北ウラル、中央ウラル、南ウラル、ムゴッジャイルの8つに区分され、山脈の北の延長にはノヴァヤゼムリャがある。平均標高は約1,000〜1,300メートル、最高峰はナロードナヤ山の1,894メートルである。先カンブリア時代と古生代の岩石から構成され、第四紀更新世には山脈の多くで氷河が形成された。現在でも小規模ながら140ヵ所ほどに残された氷河があり、北部では圏谷やカールが見受けられる。

### レナ川以東
レナ川以西が古生代において安定化した一方、レナ川以東の地域には北アメリカプレートとユーラシアプレートの境界があり、中生代以降の隆起を経た後に安定した。ここにはベルホヤンスク山脈やチェルスキー山脈などのほか、チュクチ半島の山地が含まれる。チェルスキー山脈とスンタルハヤタ山脈の狭間には、史上最低気温を記録したオイミャコンが位置する。沿海地方にあるシホテアリニ山脈は南北900キロにおよび、アムール川流域の東端を形成する。

### 変動帯
地震や火山が豊富なカムチャツカ半島では、クリュチェフスカヤ山やシベルチ山をはじめとする成層火山が毎年のように噴火を繰り返しており、これらはカムチャツカの火山群として世界遺産にも登録されている。また、ジョージアやアルメニアとを隔てるコーカサス山脈や、モンゴルとの国境を含むアルタイ山脈などは、元来中生代以前に形成された古い山脈であるが、丘陵や平原になった後、新生代第三紀に再度隆起した経緯を持ち、ウラル山脈などと比して急峻な形状である。コーカサス山脈にはロシア最高峰のエルブルス山も含まれる。これらは高い標高と大規模な氷河を擁することから、山麓の乾燥地帯へ水を供給しており、カムチャツカ半島ほどではないが地震や噴火も生じることがある。

## 気候と植生

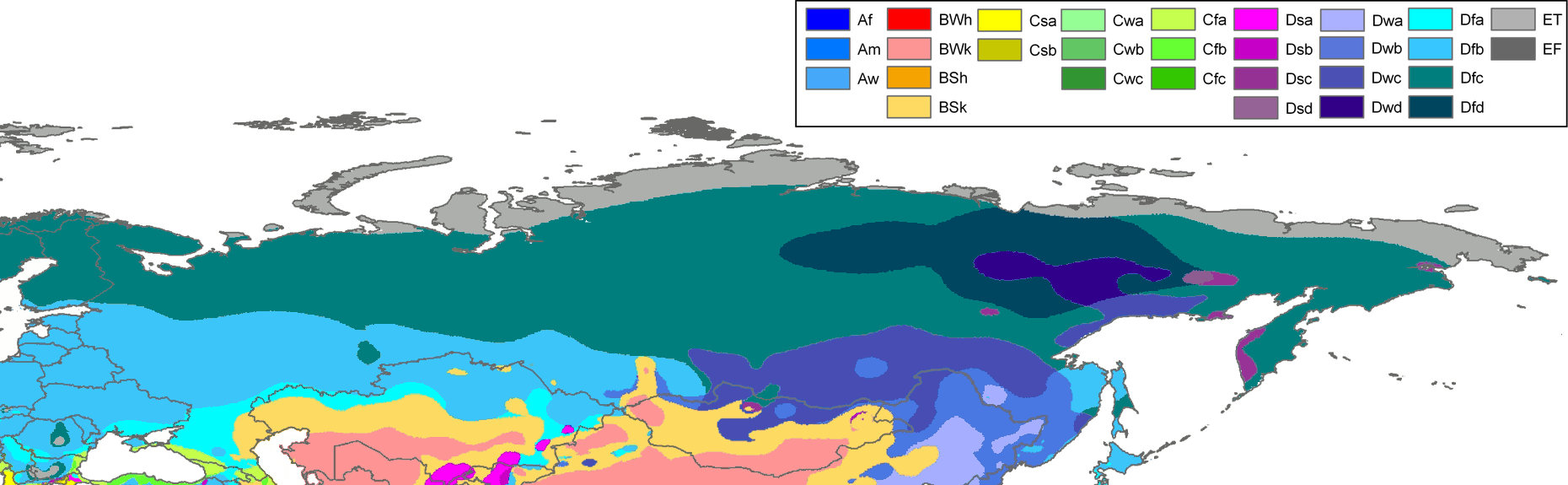
ケッペンの気候区分によるロシアの気候図

ソチなどの西部の海岸地域を除くと、ロシアの大部分の地域は大陸性気候であるため、年較差が大きく降水量が少ない。ロシアの北岸から中央アジアへ向けて南下するにつれ、その植生はツンドラ、タイガ、ステップ、砂漠の順に変化する。

### ツンドラ

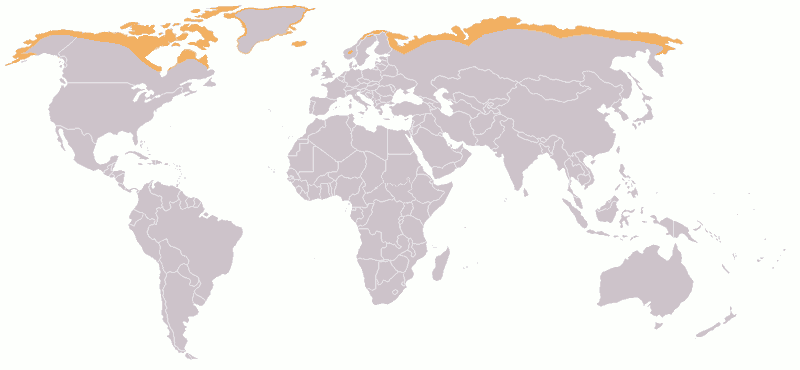
ツンドラの分布図

北極海に浮かぶノヴァヤゼムリャやセヴェルナヤ・ゼムリャ諸島、アルタイ山脈山頂部などは氷雪気候（ケッペンの気候区分：EF）であり、氷河に覆われている。植生はなく、年間を通して雪氷に覆われているため、人間を含む生物の活動などはほぼ見られない。北極海沿岸部や内陸の山岳地帯はツンドラが発達したツンドラ気候（ET）であり、コケや地衣類を食するトナカイなどが放牧されている。

### タイガ
ロシアの西から東まで大半の地域にわたってタイガが見られることから、多くの地域はタイガ気候（Dfc）に分類される。ロシア中東部では冬季の強いシベリア高気圧のために降水量が減少し、冷温夏雨気候（Dwd）になる。ロシア南西部の東ヨーロッパから西シベリア低地の地域は、針葉樹と広葉樹の混交林が分布する湿潤大陸性気候（Dfa / Dfb）となり、そこにはモスクワなどの都市部も集中している。タイガの組成はエニセイ川の東西で異なっており、西はモミ属やトウヒ属をはじめとする暗い常緑針葉樹である一方、東ではカラマツ属などの落葉針葉樹が中心の明るい森林が広がる。ただし、極東地域ではモミ属などが多い森となる。タイガの分布地域は、その約3分の2が永久凍土と重なっており、夏季の日光から凍土を守るタイガと、降水量が少ない内陸部にて大森林に水分を与える凍土は、相互依存の関係にある。タイガにおける山火事は森林の遷移や樹種構成などに影響を及ぼす側面もあるが、規模や頻度によってはその生態系に甚大な悪影響と負荷を与えるため、伐採と併せて森林資源の劣化をもたらす要素ともなる。

### ステップ
ヴォルガ川下流からカザフスタンにかけてはステップ気候（BSk）に分類され、チェルノーゼムと呼ばれる黒土がこれを特徴づける。ここでは秋から冬に枯れたイネ科植物が分解されてカリウムやリンといった栄養塩を含む腐植層となり、ロシアにとっての穀倉地帯ともなっている。ステップの内側には砂漠地帯があり、外側にかけては森林あるいはサバンナへと遷移する。

### 砂漠
ステップよりもさらに乾燥した、中央アジアに近いエリアは砂漠気候（Bwk）である。その北部の黄土は灌漑による耕作に利用されているが、それ以外では岩と砂丘が広がっているのみであり草木はほぼ見られない。

## 農業
2011年時点でのロシアの土地利用状況は、農地13.1%、森林49.4%、その他37.5%となっており、割合としては大きくないものの、その国土面積の広さは一部の穀物品種の生産量においてロシアを世界有数の地位に押し上げている。農業が特に盛んな地域は南部の森林地帯やステップ地帯に集中しており、畜産や酪農、集約的穀物栽培を特色とする。森林地帯の17%を占める耕作地では、ジャガイモ、コムギ、オオムギ、亜麻、大麻などが栽培されている。ステップの農地比率は55〜65%であり、そのうちの60〜65%を占めるブリャンスク州やリャザン州の耕作地では、コムギ、ライムギ、トウモロコシ、豆類、大麻をはじめとする工芸作物や飼料作物の栽培が盛んである。そのほかの森林地帯では、アルハンゲリスク州やヴォルゴグラード州、ヤロスラヴリ州など、河川の河谷沿いにわずかな耕作地があるが、寒冷なタイガの北部地域やツンドラでは農業はほとんど行われず、トナカイが放牧されている。

### 農作物
生産量世界第3位であるロシアのコムギは、栽培時期によって冬コムギと春コムギに分けられ、前者は主にコーカサス北部、中央黒土地帯、沿ヴォルガ地方の東岸地域などが、後者は沿ヴォルガ地方、ウラル南部、シベリア南部、アムール州などの極東地域が播種地である。
同じく生産量世界第3位のライムギは耐寒性に優れ、コムギ栽培地よりも北側にある非黒土地帯や森林ステップ地帯にて栽培されている。
オオムギの生産量は世界第1位であり、西はアルハンゲリスク州から東は沿海地方までの幅広い地域において栽培され、主要生産地はコーカサス北部、沿ヴォルガ、中央黒土地帯、シベリア南部である。オオムギの用途は主に飼料用であるが、胚芽はビールの醸造に使われる。

### 畜産
ロシアの畜産業は、2014年時点において農業全体の売上高の49%を占めるが、ソビエト連邦の崩壊以降は家畜数や生産性の低下が続いている。畜産業の地域区分は、
- 食肉用家畜生産主体の酪農混合型
  - コーカサス北部（スタヴロポリ地方、ロストフ州）
  - 沿ヴォルガ（サラトフ州、ヴォルゴグラード州、アストラハン州、カルムイク共和国）
  - ウラル南部（オレンブルク州）
- 酪農型および酪農・食肉混合型
  - 北西部非黒土地帯
  - ウラル
  - 極東の一部地域
- 酪農主体の食肉用家畜生産混合型
  - クラスノダール地方
  - 沿ヴォルガ
  - 中央黒土地帯
  - ウラル
  - 西シベリア

に分けられ、「酪農型および酪農・食肉混合型」の地域では牛乳やバターの生産が盛んである。
ヒツジとヤギの飼育地はコーカサス北部、沿ヴォルガ、東シベリア、西シベリア、ウラルであり、ブタの飼育地はそれらに加えて、中央黒土地帯、東シベリア経済地区などであるが、2013年時点の飼育数はそれぞれ2,206万頭と1,882万頭と、いずれも1992年に比して半減した。